# Тексола (Оклахома)
Тексола (енгл. Texola) град је у америчкој савезној држави Оклахома.

## Демографија
По попису из 2010. године број становника је 36, што је 11 (-23,4%) становника мање него 2000. године.
| Група             | 2000.      | 2010.      |
| Белци             | 30 (63,8%) | 26 (72,2%) |
| Афроамериканци    | 3 (6,4%)   | 0 (0,0%)   |
| Азијати           | 4 (8,5%)   | 0 (0,0%)   |
| Хиспаноамериканци | 1 (2,1%)   | 0 (0,0%)   |
| Укупно            | 47         | 36         |